# Incydent w gospodzie Ikedaya
Incydent w gospodzie Ikedaya (jap. 池田屋事件 Ikedaya-jiken) – starcie zbrojne pomiędzy zwolennikami restauracji cesarstwa (ishin-shishi) sprzeciwiającymi się upadającej władzy sioguna a Shinsengumi, specjalnym oddziałem policyjnym, wiernym siogunatowi Tokugawa. Incydent miał miejsce 8 lipca 1864 w gospodzie (ryokanie) Ikedaya w Kioto, w Japonii.

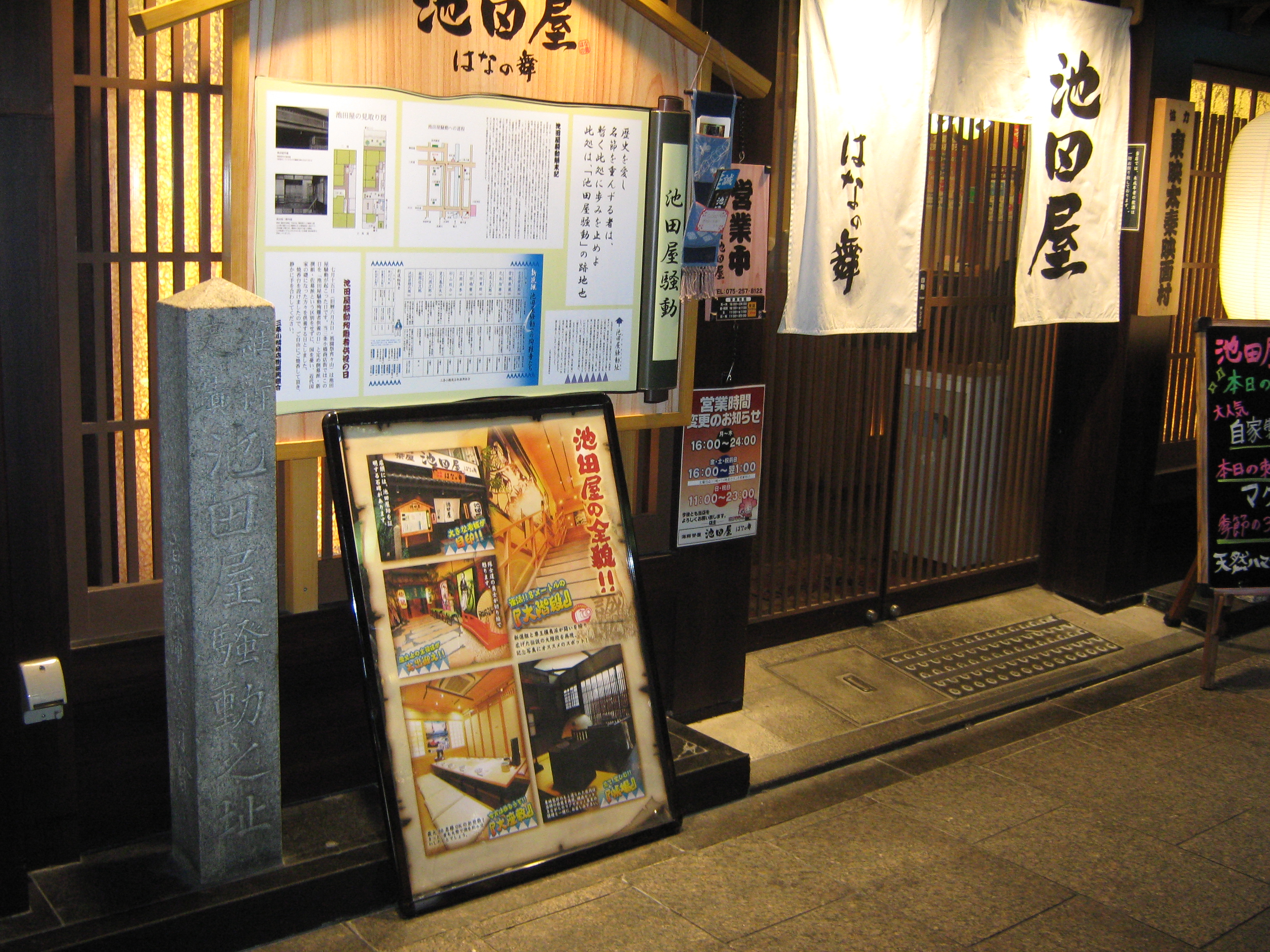
Ikedaya współcześnie

Ishin-shishi ("bezpańscy" samuraje - rōninowie) wykorzystywali gospodę Ikedaya jako punkt zbiorczy swoich sił. Ich plany zakładały podpalenie Kioto i pojmanie Katamoriego Matsudairy, daimyō klanu (domeny) Aizu, którego obowiązki obejmowały w tamtym czasie utrzymywanie porządku w Kioto. Jednakże członkowie Shinsengumi aresztowali jednego z ishin-shishi, Shuntarō Furutakę, który w czasie przesłuchania zdradził te plany. Metody przesłuchania, prowadzonego przez zastępcę dowódcy Shinsengumi, Toshizō Hijikatę, były podobno wyjątkowo brutalne.
Gdy więzień odmówił zeznań, Hijikata powiesił go za kostki ze związanymi rękoma i przebił mu pięty pięciocalowymi kolcami. Na otworach umieścił zapalone świece, z których gorący wosk ściekał do ran. W ten sposób uzyskano informację o spotkaniu ishin-shishi w gospodzie Ikedaya. Gdy zrozumiano, jak pilna jest sytuacja, Isami Kondō poprowadził oddział Shinsengumi do gospody, aby zabić ishin-shishi zanim będą w stanie zrealizować swój plan. Druga grupa, prowadzona przez Hijikatę, dotarła wkrótce potem. 
Gdy na widok funkcjonariuszy właściciel zajazdu uciekł w panice na górę, ci podążyli oni za nim do jednego z pomieszczeń, gdzie zastali około dwudziestu osób. Gdy Kondō zażądał od nich złożenia broni i poddania się śledztwu, jeden ze zgromadzonych mężczyzn natarł na niego z mieczem – szybszy był jednak Okita Sōji, który miał zabić go jednym cięciem. Wywiązała się walka, do której wkrótce dołączył oddział Hijikaty i Saitō, a później także samurajowie innych klanów stojących po stronie shōguna. Zajazd był otoczony, walka trwała długo tak wewnątrz, jak i na zewnątrz. Zginęli przywódcy spisku, wśród nich osoby, które uważano za krajowych prowodyrów ruchu zmierzającego do obalenia bakufu. Przypadkiem jedynie ocalał Takayoshi Kido, jeden z przyszłych architektów nowożytnego państwa japońskiego – przybywszy na miejsce zbyt wcześnie nie zastał nikogo, toteż udał się do swej kochanki, która później ukryła go u siebie przed obławą.
Wciąż jest wątpliwe, czy Hijikata rzeczywiście zastosował tak okrutne metody. Obecne przy przesłuchaniu osoby (m.in. Shinpachi Nagakura) przekazały sprzeczne relacje na ten temat. Część popularnych opracowań fabularnych, jak "Moeyoken" pisarza Ryōtarō Shiby (prawdziwe nazwisko: Tei'ichi Fukuda), wydaje się ignorować potencjalny udział Hijikaty.
W sumie zabito 8 rōninów i aresztowano 23. Tylko jeden członek Shinsengumi zginął w czasie walki, a z powodu odniesionych ran zmarło później jeszcze dwóch. Wśród rannych znaleźli się Shinpachi Nagakura i Heisuke Tōdō. Podobno też przypadkiem wyszło na jaw, że dowódca pierwszej jednostki Shinsengumi, Sōji Okita, choruje na gruźlicę, gdyż zaczął on kaszleć krwią i stracił przytomność.
Incydent uczynił oczywistym w Kioto, że jednostki Shinsengumi są silnym ugrupowaniem, z którym powinni liczyć się zwolennicy restauracji cesarstwa (ruch: sonnō-jōi - "czcić cesarza, przepędzić barbarzyńców"). Uważa się, że starcie to opóźniło ich ostateczne zwycięstwo (restauracja Meiji) o rok lub dwa. 
Sama gospoda Ikedaya została zniszczona w czasie walki. Przez lata zmieniała właścicieli i przeznaczenie; był tam m.in. salon gry pachinko. Od 2009 jest typowym, japońskim pubem, izakaya. O wydarzeniu przypomina tablica pamiątkowa.

## W kulturze popularnej
Starcie w gospodzie Ikedaya jest centralnym punktem mangi Shinsengumi Imon Peacemaker i powstałego na jej podstawie anime, Peacemaker Kurogane.
Incydent w ryokanie Ikedaya jest obecny w mandze Rurōni Kenshin (rozpoczęcie tzw. Kyoto Arch). W wersji anime pełniejszy obraz starcia i jego podłoża jest uwzględniony w OAV. Został także przedstawiony w anime Hakuōki Shinsengumi Kitan.